# Julith Krishun
Julith Krishun (andere Schreibweise: Jvlith Krishvn) ist eine Hardcore-Punk-Band aus Dresden.

## Geschichte
Julith Krishun wurde im Jahr 2000 in Dresden von fünf Freunden unter dem Namen „More Than Meets the Eye“ gegründet. Nach zahlreichen Demotapes und der Umbenennung in Julith Krishun folgte eine Split-LP auf 12" Vinyl mit der Band Anakusis.
In der Folgezeit konnte die Band unzählige Konzerte und mehrere Europa-Touren spielen. Einer 7" unter dem Bandnamen auf Inari Records folgte die Split 10" mit der befreundeten Band Trip Fontaine, welche auf Redfield Record erschienen ist.
April 2008 veröffentlichte die Band dann eine Diskografie-CD mit Namen Julith Krishun, welche die Lieder der 7" und 10" sowie vier bisher unveröffentlichte Tracks enthielt, die alle aus der gleichen Aufnahmesession stammen. Veröffentlicht wurde die CD auf Altin Village & Mine (u. a. The Robocop Kraus, Shokei, Patterns) und auf Shark Men Records (u. a. War from a Harlots Mouth, Miles Away, Bury My Sins).
Highlights der Bandgeschichte waren der Auftritt beim Fluff Fest 2008 in Rokycany (Tschechische Republik), beim Ieper Fest 2009 in Ypern (Belgien) sowie die Israel-Tour im März 2009 und die Europa-Tour im August 2009 mit der israelischen Band Suckinim Baenaim.

## Stil
Die Musik von Julith Krishun weist Elemente aus dem Hardcore, Punk und Screamo mit einem deutlichen chaotischen Einschlag vor. 

## Diskografie (ohne Demos)
- 2003 Split LP (12" Vinyl) mit Anakusis
- 2006 s/t (7" Vinyl)
- 2006 Split 10 Inch (10" Vinyl) mit Trip Fontaine
- 2008 s/t (CD)
- 2010 VV (CD & 12" Vinyl)